# Jangchung-dong
Jangchung-dong là một dong (phường) của quận Jung nằm ở thủ đô Seoul, Hàn Quốc.

## Địa điểm nổi tiếng
- Nhà hát Quốc gia Hàn Quốc
- Jangchung Arena
- Khách sạn Grand Ambassador Seoul
- Jangchung (장충단  奬忠壇)
- Công viên Jangchungdan [ko] (장충단공원  奬忠壇公園)
- Hội đồng cố vấn Thống nhất Hòa bình Dân chủ (민주평화통일자문회의  民主平和 統一 諮 問會議)
- Liên đoàn Tự do Hàn Quốc (한국자유총연맹  韓國自由總聯盟)
- Trung tâm Tự do (자유센터), tòa nhà của Liên đoàn Tự do Hàn Quốc
- Nhà thờ Kyungdong (경동교회)
- Banyan Tree Club and Spa (반얀트리 클럽&스파)
- Hotel Shilla[3]

## Giao thông
Có thể đến Jangchung-dong thông qua:
- Ga đại học Dongguk trên tàu điện ngầm Tuyến Seoul 3